# Sleep Late
Sleep Late xx (* 1991; † 30. November 2012) war ein erfolgreiches Vielseitigkeitspferd.
Der Schimmelwallach Sleep Late war ein blutgeprägtes Britisches Sportpferd (Sport Horse Breeding of Great Britain) Sein Vater war der Hengst Kuwait Beach xx, seine Mutterstute Fast Asleep stammte vom Vollbluthengst Evening Trial xx ab. Sleep Late wurde 3-jährig von Annette und Peter Wyrwoll aus Großbritannien nach Deutschland importiert und kam 1998 zu Ingrid Klimke. Im Stall Klimke hatte Sleep Late den Spitznamen Blue.
Geritten von Ingrid Klimke nahm Sleep Late unter anderem an den Olympischen Spielen 2000 und 2004 sowie an den Europameisterschaften 1999 und 2005 teil.
Sleep Late wurde 2007 in Münster aus dem Sport verabschiedet und wurde anschließend nur noch freizeitmäßig von Ingrid Klimkes Mutter Ruth geritten. Im Mai 2010 kehrte er aus dem Ruhestand zurück und wurde beim CCI 1* Everswinkel erstmals von Frederike Weitkamp vorgestellt, die zuvor Ponys ritt. Sie nahm, unterstützt von Ingrid Klimke, mit Sleep Late unter anderem an der deutschen Meisterschaft der Junioren teil. Nach mehreren Teilnahmen an internationalen CIC / CCI 1*-Prüfungen wurde er endgültig aus dem Sport genommen und durfte fortan sein Leben auf der Koppel verbringen. Ende November 2012 starb er.

## Größte Erfolge
- 1998 Weltmeister der Jungen Vielseitigkeitspferde in Le Lion d'Angers
- 1999 1. Platz Deutsche Meisterschaften Vielseitigkeit
- 2000 1. Platz Deutsche Meisterschaften Vielseitigkeit
- 2000 Teilnahme an den Olympischen Spielen in Sydney (4. Platz Mannschaftswertung/2. Platz Mannschaftsprüfung)
- 2000 1. Platz der Rangliste der World Breeding Federation for Sport Horses in der Kategorie Vielseitigkeit
- 2004 Teilnahme an den Olympischen Spielen in Athen (4. Platz Mannschaftswertung)
- 2004 3. Platz Deutsche Meisterschaften Vielseitigkeit
- 2005 Silber Deutsches Berufsreiterchampionat Vielseitigkeit
- 2005 Bronze Einzelwertung bei der Europameisterschaft in Blenheim
- 2006 2. Platz CCI**** Badminton